# Hermann Friedrich Kohlbrügge

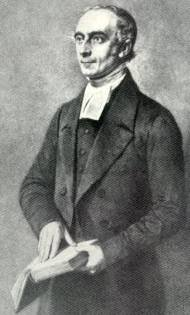
Hermann Friedrich Kohlbrügge

Hermann Friedrich Kohlbrügge (* 15. August 1803 in Amsterdam; † 5. März 1875 in Elberfeld) war ein niederländischer reformierter Theologe. Er war Pastor an der Niederländisch reformierten Gemeinde in Elberfeld.

## Leben und Wirken

Kohlbrügge von Julius Roeting (1853)

In Amsterdam besuchte Kohlbrügge von 1819 bis 1821 eine Schule für Latein und später das Athenaeum. Er widmete sich dem Studium des Heidelberger Katechismus, der Philosophie, der Theologie und den orientalischen Sprachen. Nebenbei arbeitete er bei seinem Vater in einer Seifensiederei. 1825 beendete er in Utrecht ein theologisches Examen und wurde 1826 in der Gemeinde Amsterdam Hilfsprediger.
1833, nach dem Tode seiner Ehefrau, reiste Kohlbrügge für eine Kur in das Rheinland und predigte in Elberfeld. Nachdem er in die Niederlande zurückgekehrt war, heiratete er 1834 erneut. Ab 1856 predigte Kohlbrügge in verschiedenen niederländischen Kirchen und reiste 1864 nach Böhmen und Mähren, um auch dort zu predigen. Seine Theologie war unter anderem stark von Martin Luther geprägt. „In einer Predigt über Röm 7,14 wies K. auf die Radikalität der Sünde des Menschen auch und gerade in seinem Bemühen um Heiligung hin und betonte, dass Gott Gottlose und nicht Heilige gerecht macht.“ Kohlbrügge bemühte sich erfolgreich um den Domprediger der evangelisch-reformierten Hallenser Dom- und Schlosskirche Adolf Johannes Cleophas Zahn, dass dieser von 1877 bis 1880 zweiter Pastor der niederländisch-reformierten (Kohlbrüggeschen) Gemeinde in Elberfeld wurde. Nach dem Tod des Hallenser Theologieprofessors Johannes Wichelhaus besuchte Kohlbrügge auf Einladung des Dompredigers Neuenhaus die Saalestadt. Am 25. April 1858 hielt der Pastor der niederländisch-reformierten Elberfelder freien Gemeinde sogar eine Predigt in der Domkirche, was „für Kohlbrügge ein Ereignis von großer Bedeutung“ war, „denn seit dem Jahre 1834 hatte er keine Kanzel in der Landeskirche Preußens betreten“, wie sein späterer Pastorenkollege Adolf Zahn festhielt.

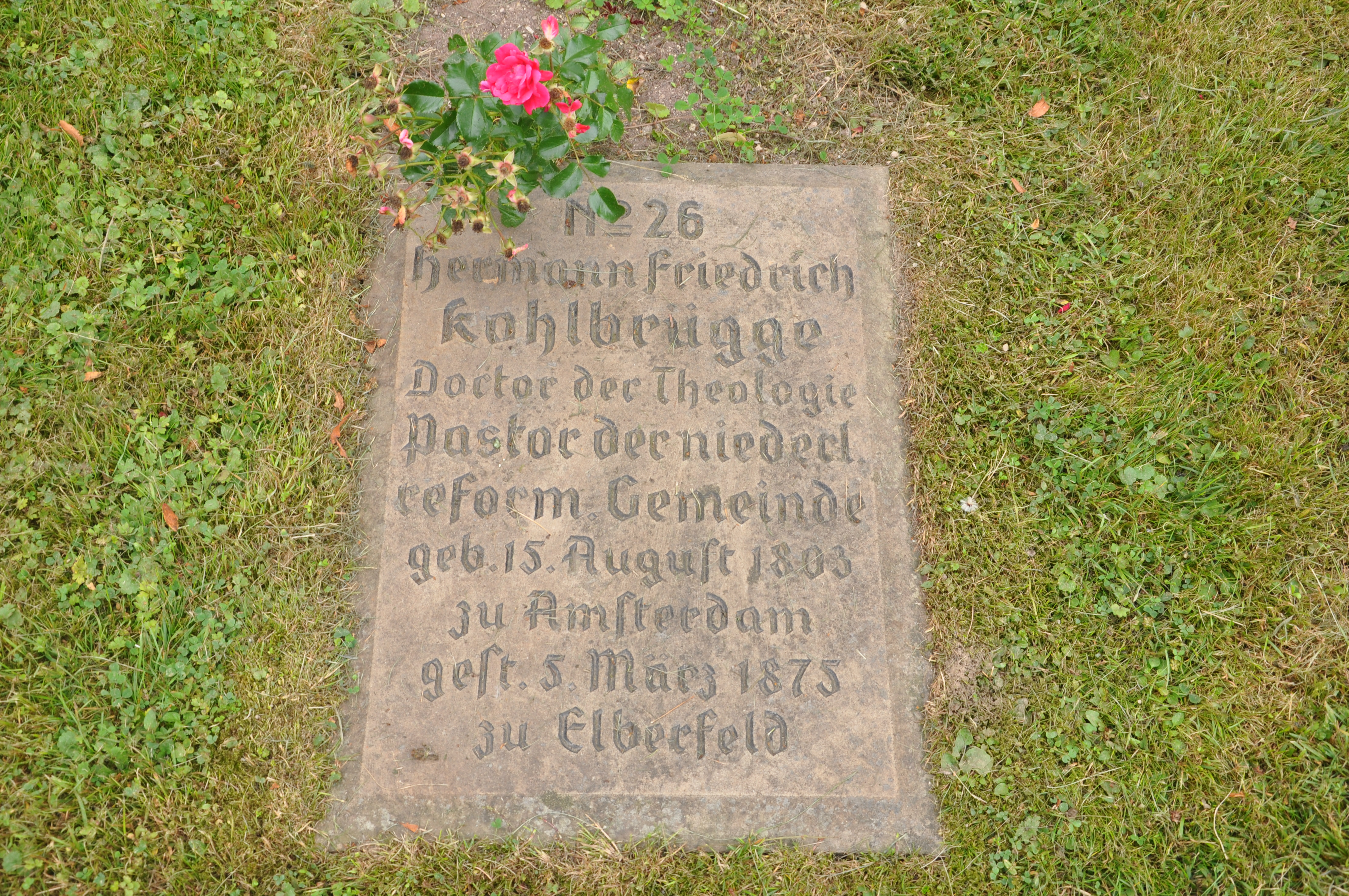
Dr. theol. Kohlbrügges Grab

In seinen Predigten stellte Kohlbrügge während der Kriegszeiten von 1866 und 1870/71 Preußen als Schutzmacht gegen den Unglauben dar.
Anhänger der Theologie Kohlbrügges besetzten über Jahrzehnte vor allem in der Niedergrafschaft Bentheim die Pastorenstellen.

## Werke (Auswahl)
- Drei Gastpredigten über Römer 7, 14. Psalm 65, 5 und Psalm 45, 14–16. Gehalten im Jahre 1833. Verlag der niederländisch-reformierten Gemeinde, Wuppertal-Elberfeld 1936.
- Das siebente Kapitel des Briefes Pauli an die Römer in ausführlicher Umschreibung, 1839
- Das Wort ward Fleisch. Betrachtungen über das erste Kapitel des Evangeliums nach Matthäus, 1844
- Wozu das Alte Testament? Anleitung zur richtigen Schätzung der Bücher Mosis und der Propheten, Teil 1: Das Alte Testament nach seinem wahren Sinne gewürdigt aus den Schriften der Evangelisten und Apostel, 1846
- Die zehn Gebote, ein feuriges Gesetz, Predigt über Dtn 33,2, 1851
- Der verheißene Christus. Sieben Predigten, 1853
- Predigten über die erste Epistel des Apostels Petrus. Das vierte Capitel. Verlag der niederländisch-reformierten Gemeinde, Elberfeld 1855.
- Zwanzig Predigten, im Jahre 1846 gehalten, 1857
- Der einzige Trost im Leben und Sterben. Sechs Predigten über die erste Frage und Antwort des Heidelberger Katechismus, 1879
- Die Lehre des Heils in Fragen und Antworten. Zum 100. Geburtstag des Heimgegangenen als Manuskript gedruckt. Verlag der niederländisch-reformierten Gemeinde, Elberfeld 1903.
- Acht Predigten über Evangelium Johannis Kap. 3. V. 1–21 nebst einer Schluß-Predigt über Römer 8. V. 32. Verlag der niederländisch-reformierten Gemeinde, Wuppertal-Elberfeld 1936.

## Gedenktag
5. März im Evangelischen Namenkalender.